# Jezus Justus
Jezus Justus, inaczej Jezus zwany Justusem, lub Jezus Sprawiedliwy – postać z Nowego Testamentu, chrześcijanin, jeden z najwierniejszych (podczas pobytu w więzieniu) towarzyszy apostoła Pawła.
Paweł pisze o nim (Kol. 4, 10–11), że jest jednym z jego trzech towarzyszy, wraz z Arystarchem i Markiem, będącymi „jedynymi współpracownikami”, którzy stali się dla niego „pociechą” – list do Kolosan pisał z Rzymu z więzienia, w którym przebywał w latach 61–63.
W liście Paweł wspomina, że Jezus Justus przesyła swoje pozdrowienia dla wspólnoty chrześcijańskiej Kolosan.

## Kontrowersje
Brytyjski historyk Laurence Gardner, uznany później przez wielu chrześcijańskich historyków za rewizjonistę, opierając się m.in. na tłumaczonej dosłownie gnostyckiej Ewangelii wg Filipa wskazuje, iż Jezus Justus jest jakoby najstarszym synem Jezusa Chrystusa.